# In the Nightside Eclipse
Albums de Emperor
As the Shadows Rise
(1994) Reverence
(1997)
 (août 2021).
Si vous disposez d'ouvrages ou d'articles de référence ou si vous connaissez des sites web de qualité traitant du thème abordé ici, merci de compléter l'article en donnant les références utiles à sa vérifiabilité et en les liant à la section « Notes et références ».
In the Nightside Eclipse est le premier album studio du groupe de black metal symphonique norvégien Emperor. L'album est sorti le 21 février 1994 sous le label Candlelight Records et a été ré-édité en 1999.
La réédition comporte les neuf titres de la version originale plus deux reprises : A fine day to die du groupe Bathory et Gypsy du groupe Mercyful Fate.
L'album est dédié à la mémoire d'Euronymous de Mayhem[réf. nécessaire], mort assassiné par l'unique membre de Burzum, Varg Vikernes.
In the Nightside Eclipse a eu un grand succès à sa sortie. Il a fait connaître Emperor sur la scène metal internationale.

## Liste des titres
Tout a été composé par Emperor, sauf les pistes 10 et 11.
Édition originale (1994) :
1. Intro - 0:51
2. Into the infinity of thoughts - 8:15
3. The burning shadows of silence - 5:35
4. Cosmic keys to my creations & times - 6:06
5. Beyond the great vast forest - 6:00
6. Towards the pantheon - 5:58
7. Majesty of the nightsky - 4:53
8. I am the black wizards - 6:00
9. Inno a satana - 4:48

Titres bonus présents sur l'édition remastérisée sortie en 1999 (A noter que sur la réédition, l'introduction n'est pas séparée du titre Into the infinity of thoughts et dure donc plus de 8 minutes 15.) :
1. A fine day to die (reprise de Bathory) - 8:28
2. Gypsy (reprise de Mercyful Fate) - 2:55

## Membres
Emperor
- Ihsahn : Guitare, chant, synthétiseur
- Samoth : Guitare
- Tchort[1] : Basse
- Faust : Batterie

Musicien de studio
- Joachim Rygg (Crédité sous le pseudonyme "Charmand Grimloch") : synthétiseur (sur le titre "Gypsy", piste #10)

Autres
- Eirik Hundvin : Production
- Kristian Wåhlin : Design pochette
- Mortiis : Paroles (Piste no 4 et no 8)